# Kauniainen
Kauniainen, Grankulla en suédois, est une ville du Sud de la Finlande et fait partie du Grand Helsinki, avec Espoo, Vantaa et Helsinki dans la région d'Uusimaa et la province de Finlande méridionale. C'est la plus petite municipalité de Finlande, totalement enclavée dans Espoo.

## Histoire
Grankulla est mentionnée pour la première fois comme partie d'Espoo en 1906. C'est alors un quartier de villas nouvellement créé. Le quartier devient une municipalité indépendante en 1920 (qui compte alors 1 300 habitants), puis une ville la même année qu'Espoo (1972).
Très prospère, la ville est nettement dominée politiquement par le Parti populaire suédois et le Parti de la coalition nationale.

## Démographie
Depuis 1980, l'évolution démographique de Kauniainen est la suivante:
| Année      | 1980  | 1985   | 1990  | 1995  | 2000  | 2005  | 2010  |
| ---------- | ----- | ------ | ----- | ----- | ----- | ----- | ----- |
| population | 7 203 | 7 746  | 7 889 | 8 298 | 8 532 | 8 457 | 8 689 |
| Année      | 2015  | 2021   | 2024  |       |       |       |       |
| population | 9 486 | 10 148 | 10253 |       |       |       |       |

## Économie
La part municipale de l'impôt sur le revenu est la plus faible de Finlande, 16 % (17,5 % à Helsinki, 18,5 % à Vantaa), ce qui a pour effet de pousser les ménages à hauts revenus à s'installer dans la commune. Du point de vue de la commune, les revenus de l'impôt étant élevés en raison des hauts revenus des habitants, la municipalité peut maintenir des taux peu élevés sans dégrader les services fournis aux résidents.

### Principales entreprises

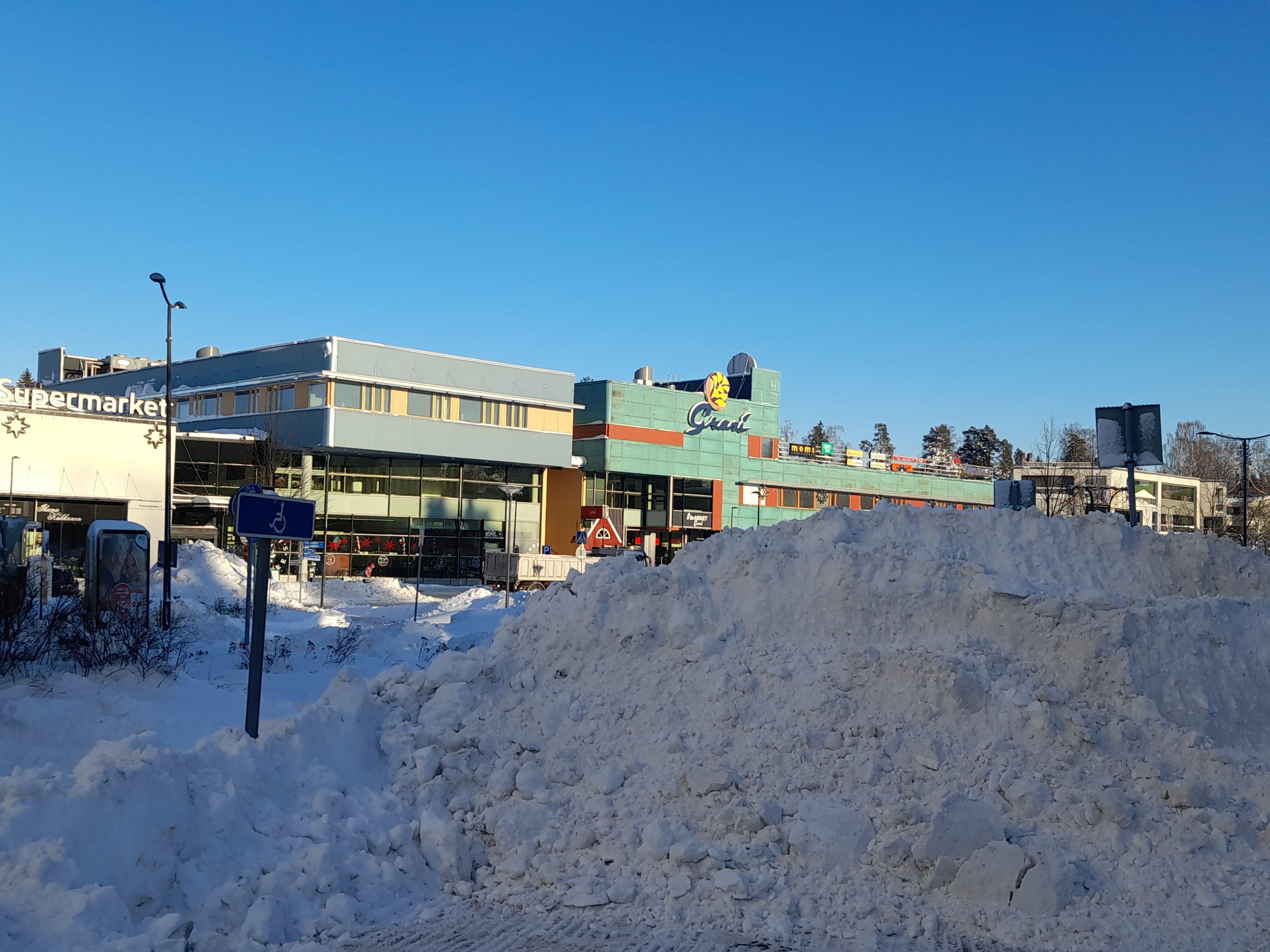
Centre commercial Grani en 2021.

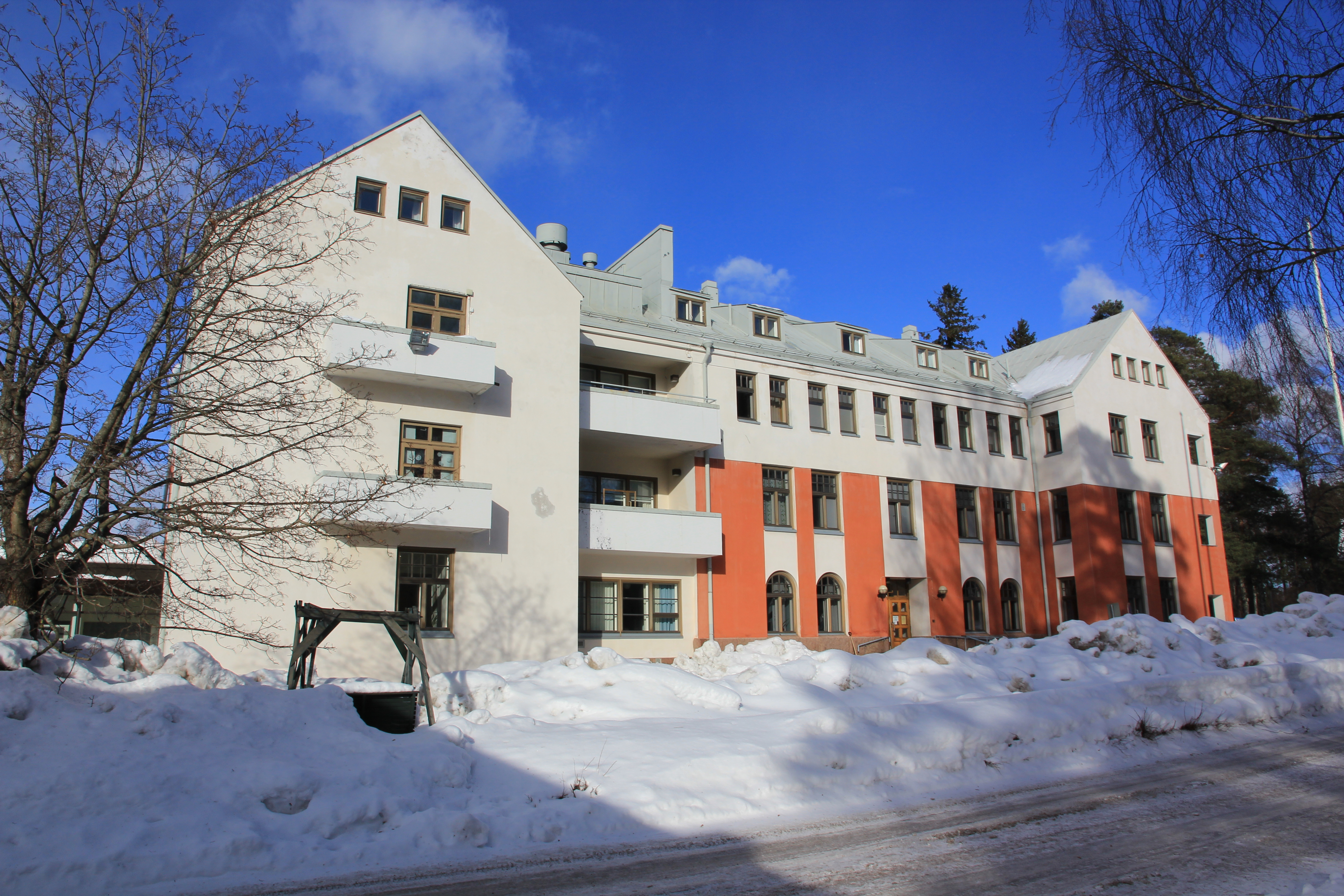
Hôpital de Kauniala.

En 2021, les principales entreprises de Kauniainen par chiffre d'affaires sont :
| Société                | C.A.  |
| ---------------------- | ----- |
| Hôpital de Kauniala    | 21 M€ |
| Olavus Capital Oy      | 18 M€ |
| Secto Design Oy        | 11 M€ |
| Hurger Oy              | 7 M€  |
| K-Supermarket Grani    | 7 M€  |
| Fincorp Ab Oy          | 7 M€  |
| Arcxo Group Oy         | 7 M€  |
| Schengen Investment Oy | 5 M€  |
| Bilto Oy               | 5 M€  |
| Levanto Oy             | 4 M€  |

### Employeurs
En 2021, ses plus importants employeurs sont:
| Employeur                       | Employés |
| ------------------------------- | -------- |
| Hôpital de Kauniala             | 313      |
| Hurger Oy                       | 120      |
| Osuuskunta GraniHelp Andelslag  | 29       |
| Levanto Oy                      | 28       |
| Daghemmet Lyan                  | 21       |
| Työväen Akatemia                | 21       |
| HK-Kinhar Oy                    | 20       |
| K-Supermarket Grani             | 17       |
| Kiinteistömaailma Pecasa Oy LKV | 13       |
| Kupari Solutions Oy             | 11       |

## Politique et administration

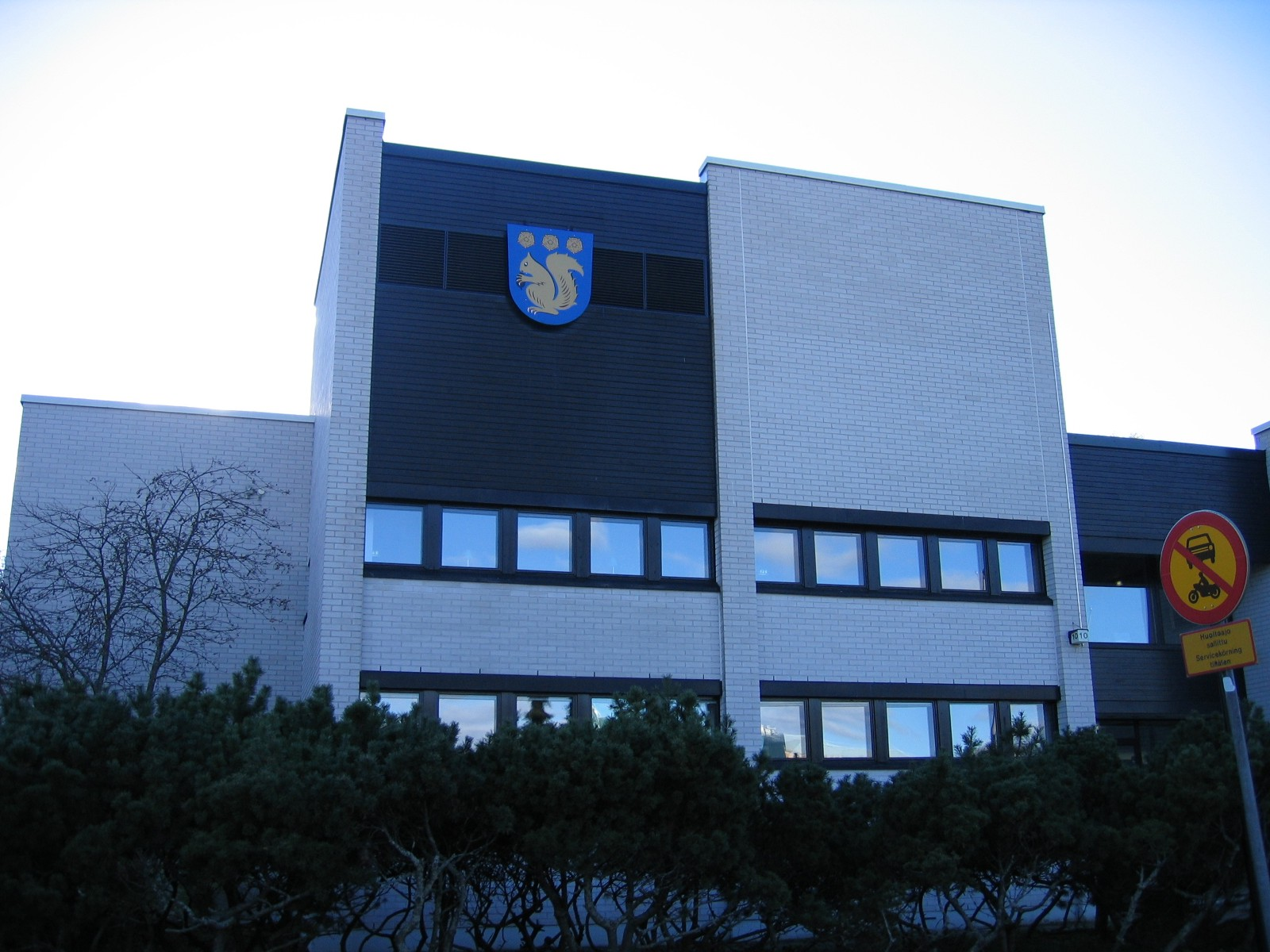
Mairie de Kauniainen.

### Conseil municipal
| Répartition des sièges du Conseil municipal                         |                                  |                                  |                                  |                                  |                                  |                                  |                                  |                                  |                                  |
| Voix                                                                | Parti                            | Parti                            | Parti                            | Parti                            | Parti                            | Parti                            | Parti                            | Parti                            | Votants                          |
| Voix                                                                | RKP                              | Kok.                             | SDP                              | POP                              | SKL KD                           | Vihr.                            | autres                           | total                            | Votants                          |
| 1968                                                                | 10                               |                                  | 3                                |                                  |                                  |                                  | 8                                | 21                               |                                  |
| 1976                                                                | 12                               | 8                                | 3                                | 2                                |                                  |                                  | 2a                               | 27                               | 84,6 %                           |
| 1980                                                                | 14                               | 10                               | 2                                | 1                                |                                  |                                  | --                               | 27                               | 82,4 %                           |
| 1984                                                                | 14                               | 10                               | 2                                | 1                                | --                               |                                  | --                               | 27                               | 80,7 %                           |
| 1988                                                                | 14                               | 10                               | 2                                |                                  | 1                                |                                  | --                               | 27                               | 77,7 %                           |
| 1992                                                                | 14                               | 9                                | 2                                |                                  | --                               | 2                                | --                               | 27                               | 78,1 %                           |
| 1996                                                                | 18                               | 11                               | 1                                |                                  | 1                                | 2                                | 2b                               | 35                               | 78,0 %                           |
| 2000                                                                | 17                               | 13                               | 1                                |                                  | 1                                | 3                                |                                  | 35                               | 73,3 %                           |
| 2004                                                                | 17                               | 14                               | 1                                |                                  | 1                                | 2                                | --                               | 35                               | 74,9 %                           |
| 2008                                                                | L'élection a dû être réorganisée | L'élection a dû être réorganisée | L'élection a dû être réorganisée | L'élection a dû être réorganisée | L'élection a dû être réorganisée | L'élection a dû être réorganisée | L'élection a dû être réorganisée | L'élection a dû être réorganisée | L'élection a dû être réorganisée |
| 2008                                                                | 17                               | 14                               | 1                                |                                  | 1                                | 2                                | --                               | 35                               | 75,7 %                           |
| 2009                                                                | 18                               | 13                               | 1                                |                                  | 1                                | 2                                | --                               | 35                               | 64,1 %                           |
| 2012                                                                | 18                               | 12                               | 1                                |                                  | 1                                | 2                                | 1c                               | 35                               | 76,0 %                           |
| 2017                                                                | 16                               | 13                               | 1                                |                                  | 1                                | 3                                | 1c                               | 35                               | 74,8 %                           |
| a Keskustapuolue (1), SKDL (1) b Nuorsuomalaiset c Perussuomalaiset |                                  |                                  |                                  |                                  |                                  |                                  |                                  |                                  |                                  |
| Lähteet: Tilastokeskus,, Oikeusministeriö                           |                                  |                                  |                                  |                                  |                                  |                                  |                                  |                                  |                                  |

## Transports

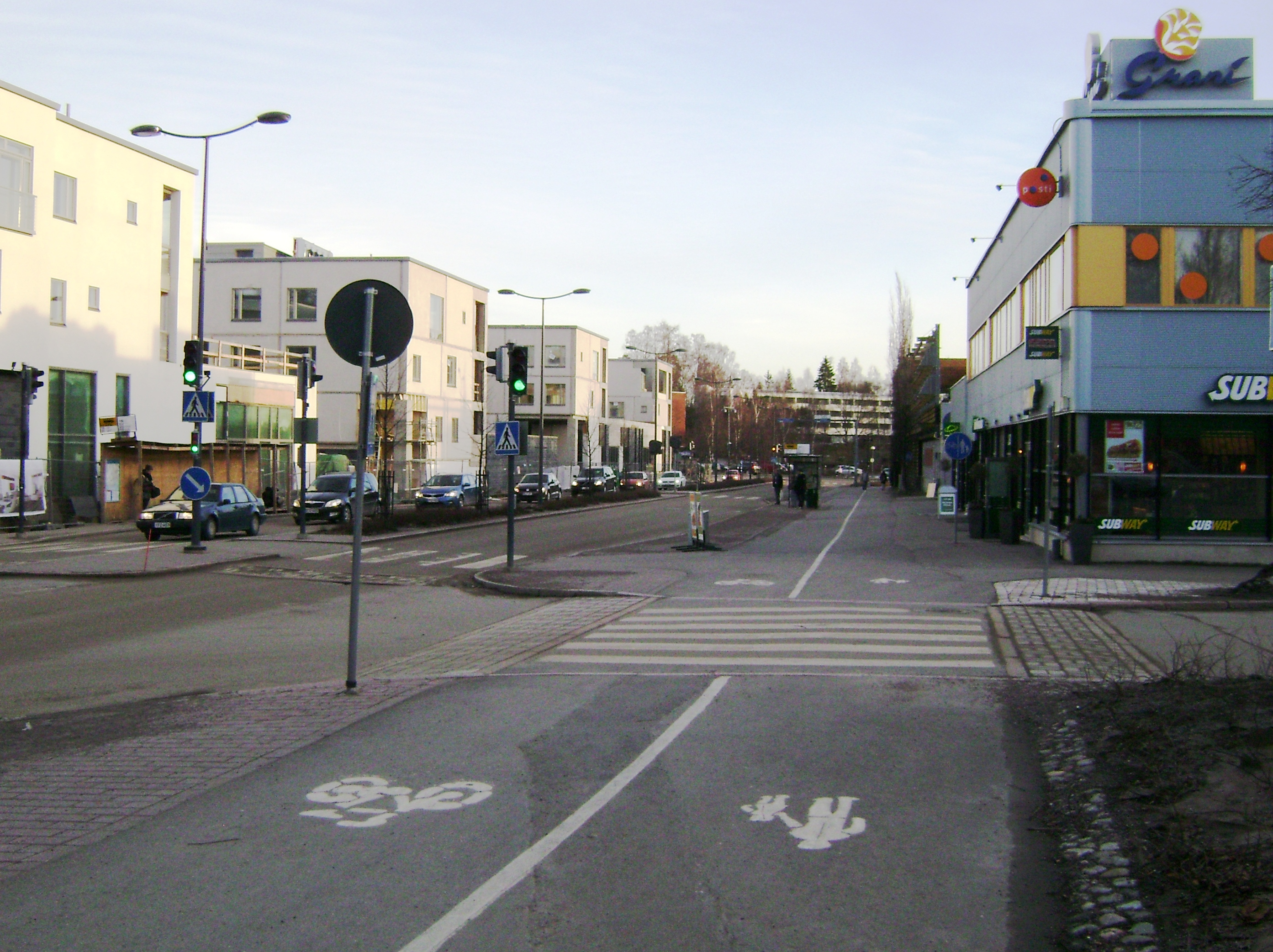
Tunnelitie.

### Liaisons routières
Kauniainen a de bonnes liaisons routières. Dans le sens est-ouest, la Turunväylä passe au sud de la ville et la Turuntie au nord.
Dans le sens sud-nord, l'autoroute périphérique Kehä II passe à l'est de Kauniainen.

### Transports ferroviaires

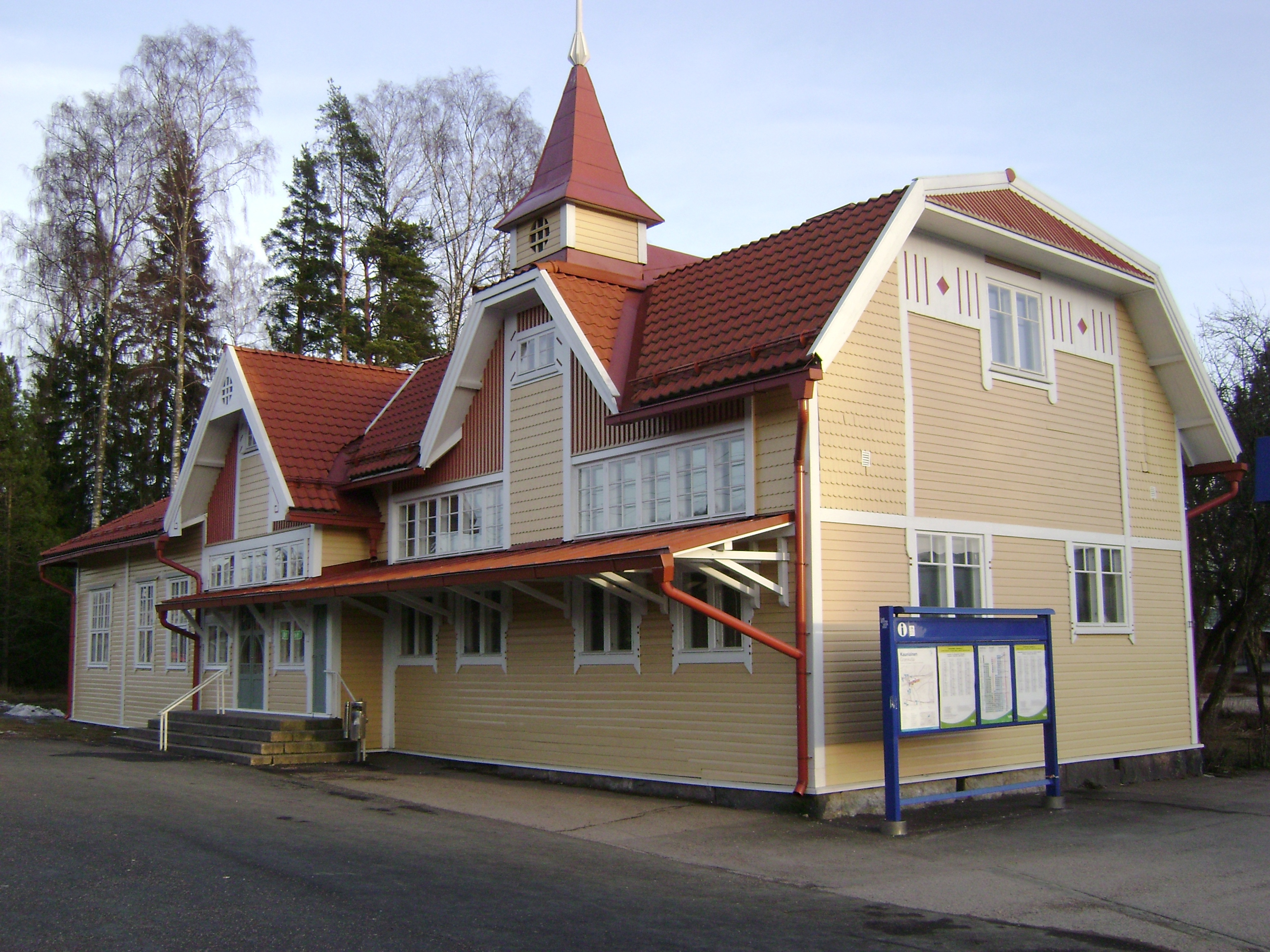
Gare de Kauniainen.

Les trains U et E circulent en direction d'Helsinki toutes les 15 minutes.
À l'ouest, le train U dessert Kirkkonummi toutes les demi-heures et le train E toutes les demi-heures jusqu'à Kauklahti.
Le trajet jusqu'au centre d'Helsinki prend moins de 20 minutes depuis la gare de Kauniainen.
De plus, dans la partie ouest de la ville, juste à côté de la frontière d'Espoo, se trouve la gare de Koivuhovi, qui dessert entre autres les habitants de la zone de Kasavuori.

### Bus régionaux
Les bus d'HSL desservent Kauniainen qui est situé en zone tarifaire 

B.
De Kauniainen, la ligne régionale 212 relie Kauniala via Kasavuori au Centre de Kamppi à Helsinki.
Kauniainen est aussi desservie par les lignes de bus d'Espoo et les lignes de connexion au métro, telles que les lignes 548 et 549 via Mankkaa à Tapiola et la ligne 533 de Järvenperä à Matinkylä.
La ligne 224 relie le centre d'Espoo via Kauniainen et Karakallio à Leppävaara.
Les fins de semaine, la ligne de nuit 118N circule en direction de Tapiola et le Centre de Kamppi via Kauniainen.
En outre, les parties nord de Kauniainen sont desservies par les lignes de la Turuntie les 226, 227, 235 et 238 jusqu'à Leppävaara, la 565 jusqu'à l'ouest de Vantaa et la 235 jusqu'au centre d'Espoo, et via Pitäjänmäki et Mannerheimintie jusqu'à Elielinaukio.

## Lieux et monuments
| - Église de Kauniainen - Patinoire de Kauniainen (fi) - Piste de ski de Kauniainen (fi) - Hôpital de Kauniala (fi) - Centre commercial Grani (fi) - Stade de Kauniainen (fi) | - Gare de Kauniainen - Bibliothèque municipale de Kauniainen - Cinéma Bio Grani - Villa Heikel (fi) - Villa Vallmogård (fi) - Château d'eau de Kauniainen |

## Éducation
- Université humaniste des sciences appliquées Humak
- Académie des travailleurs
- École biblique de Finlande (fi)
- Lycée finnois de Kaunianen (fi)
- Lycée suédois de Kaunianen (fi)
- École de Kasavuori (fi)

## Personnalités
| - Isac Elliot, chanteur - Marcus Grönholm, pilote de rallyes - Pia Julin, tireuse sportive - Yrjö Kukkapuro, architecte - Petter Meyer, footballeur | - Felix Nylund, sculpteur - Alexandra Olsson, handballeuse - Jarmo Saari, guitariste, compositeur - Toni Söderholm, joueur de hockey sur glace - Pasi Sormunen, joueur de hockey sur glace |

## Galerie

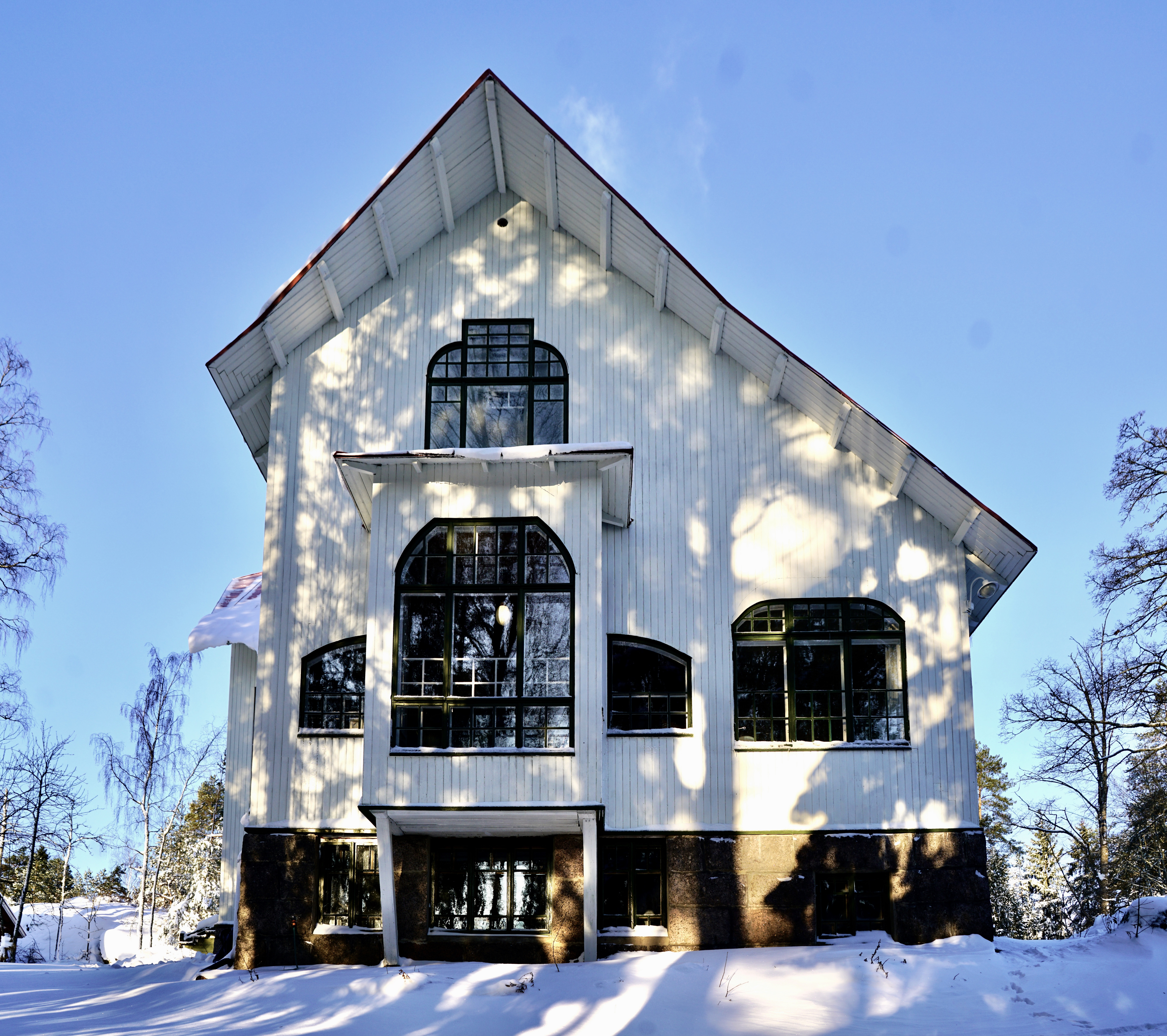
Villa Heikel.
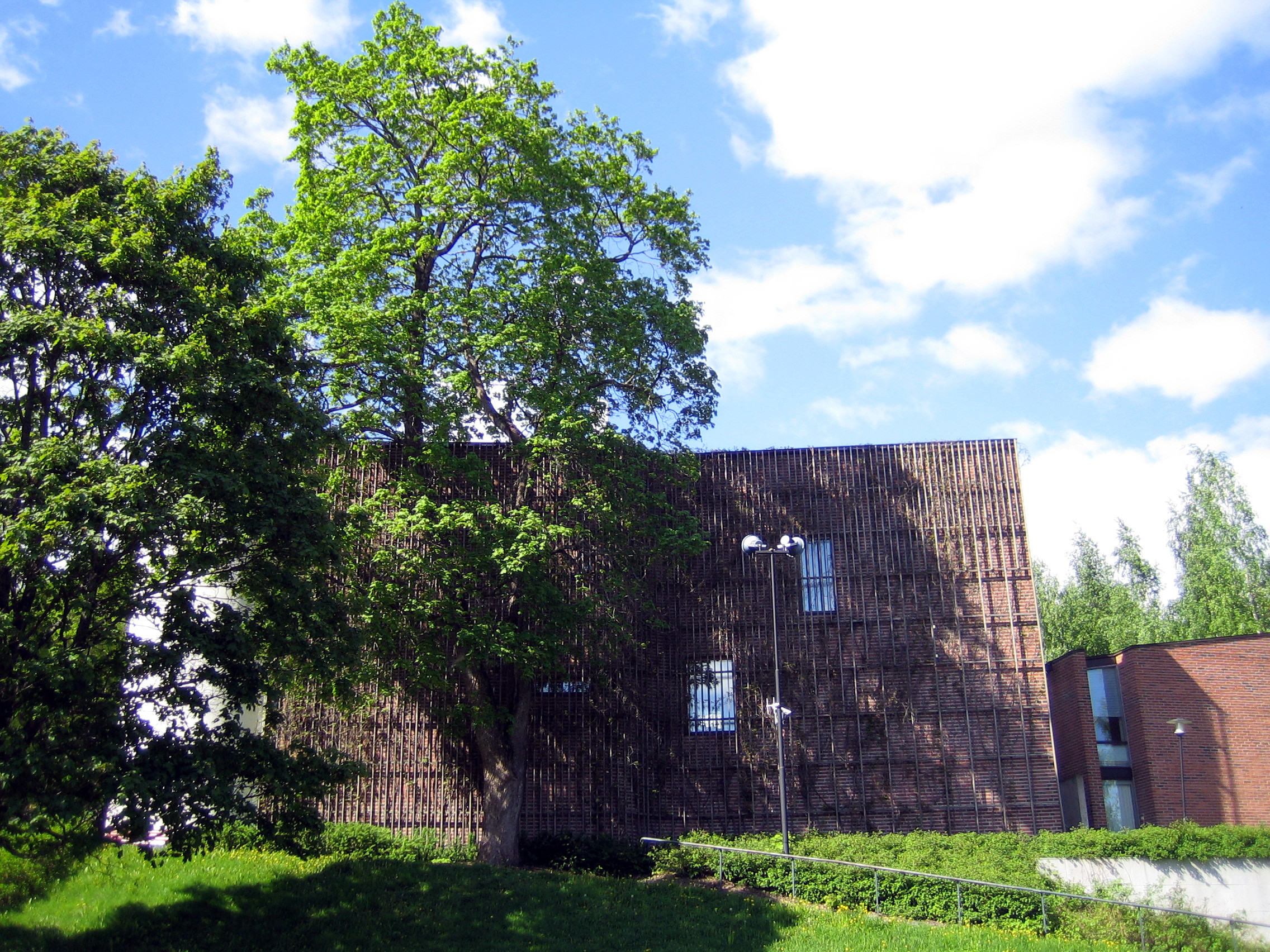
Église de Kauniainen.
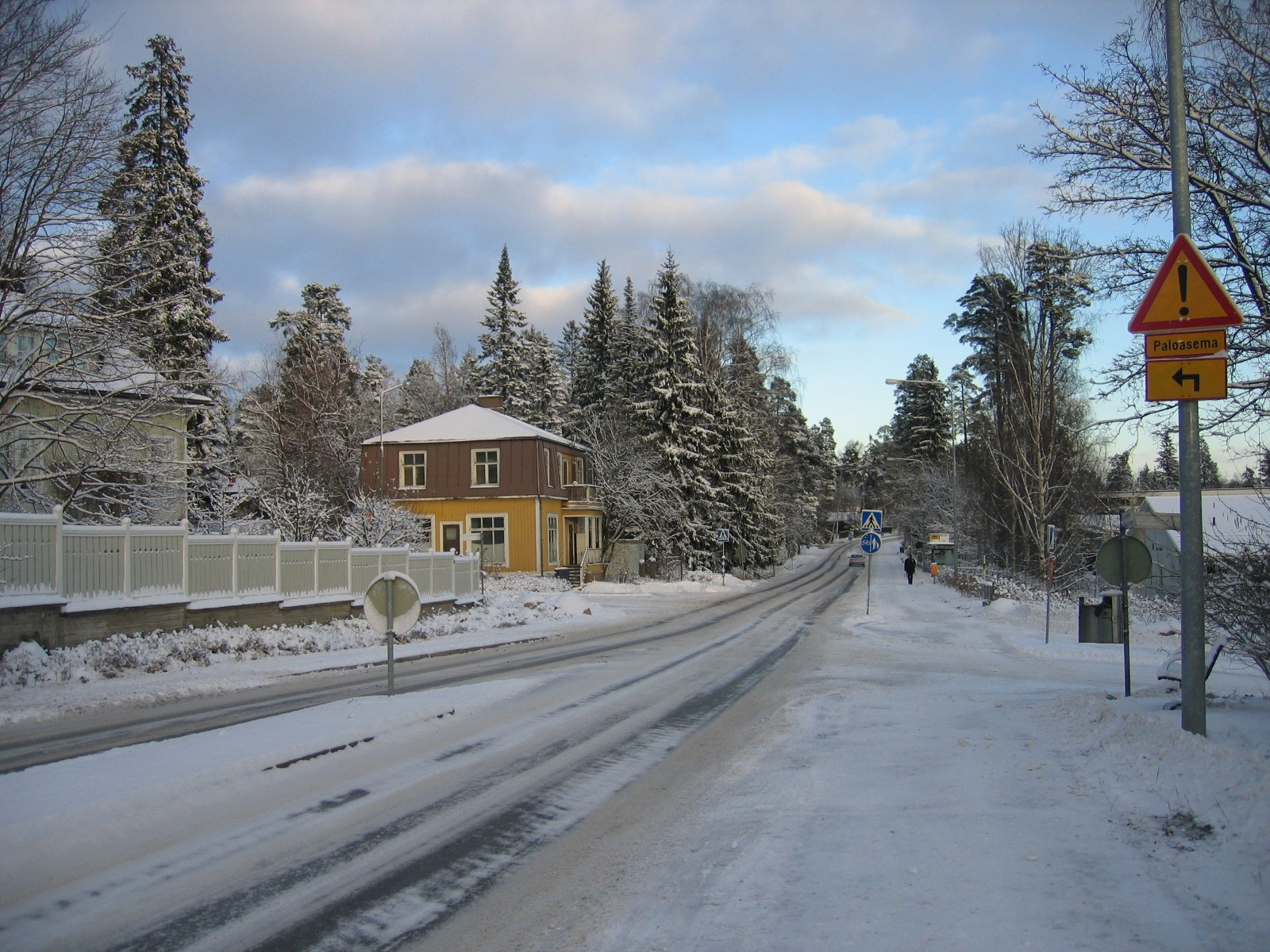
Rue Bredantie.
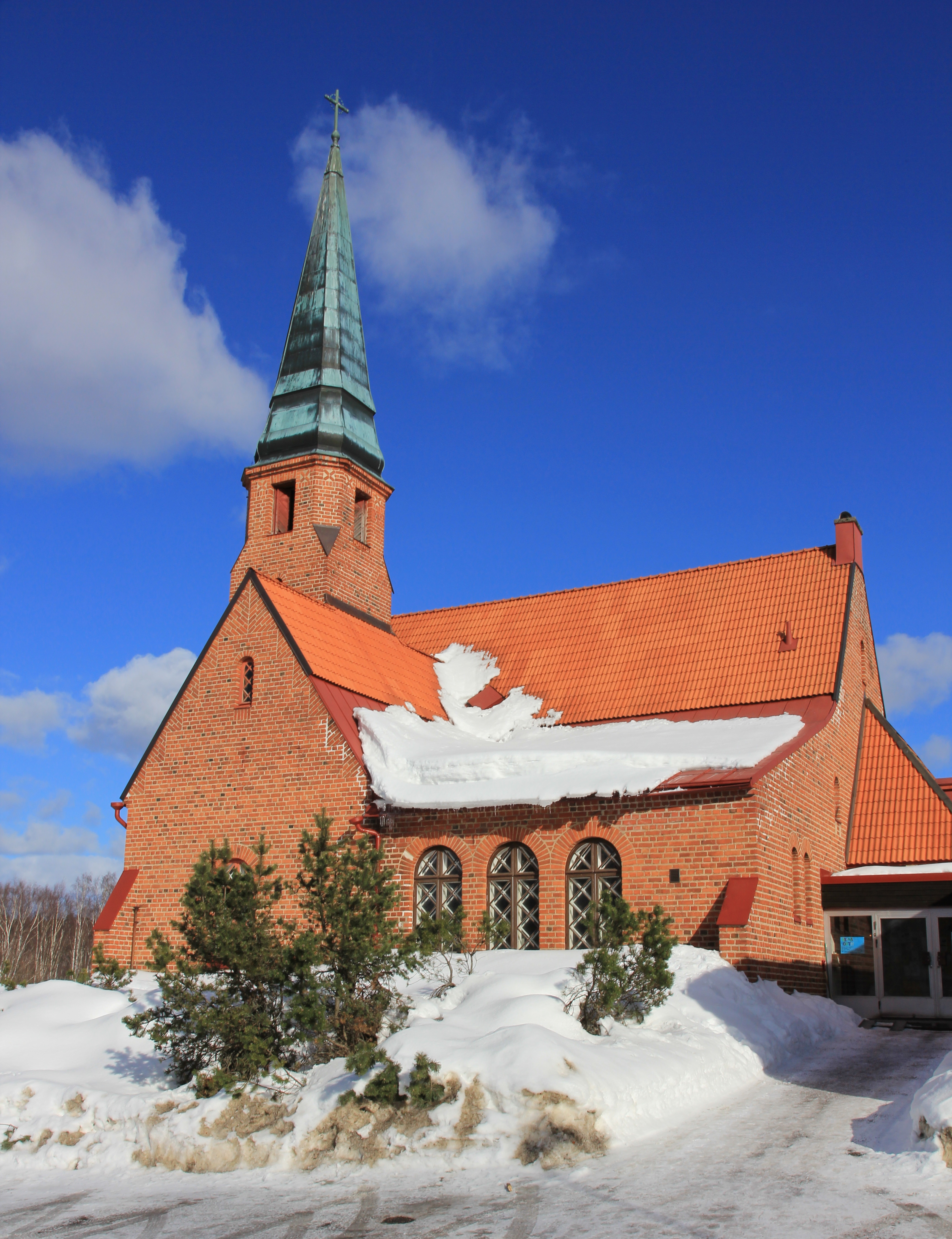
L'église de Betlehem.
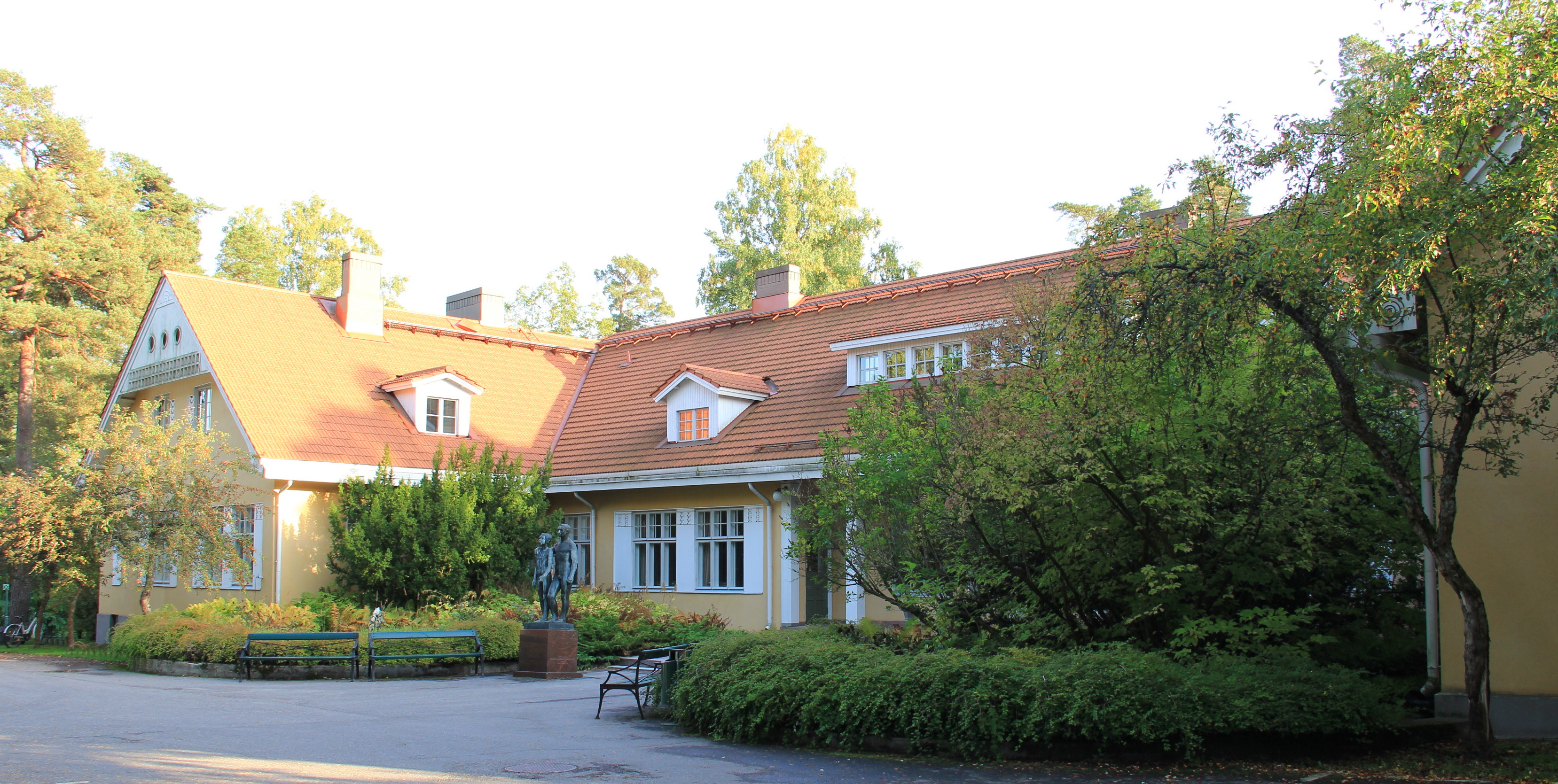
Académie des travailleurs.
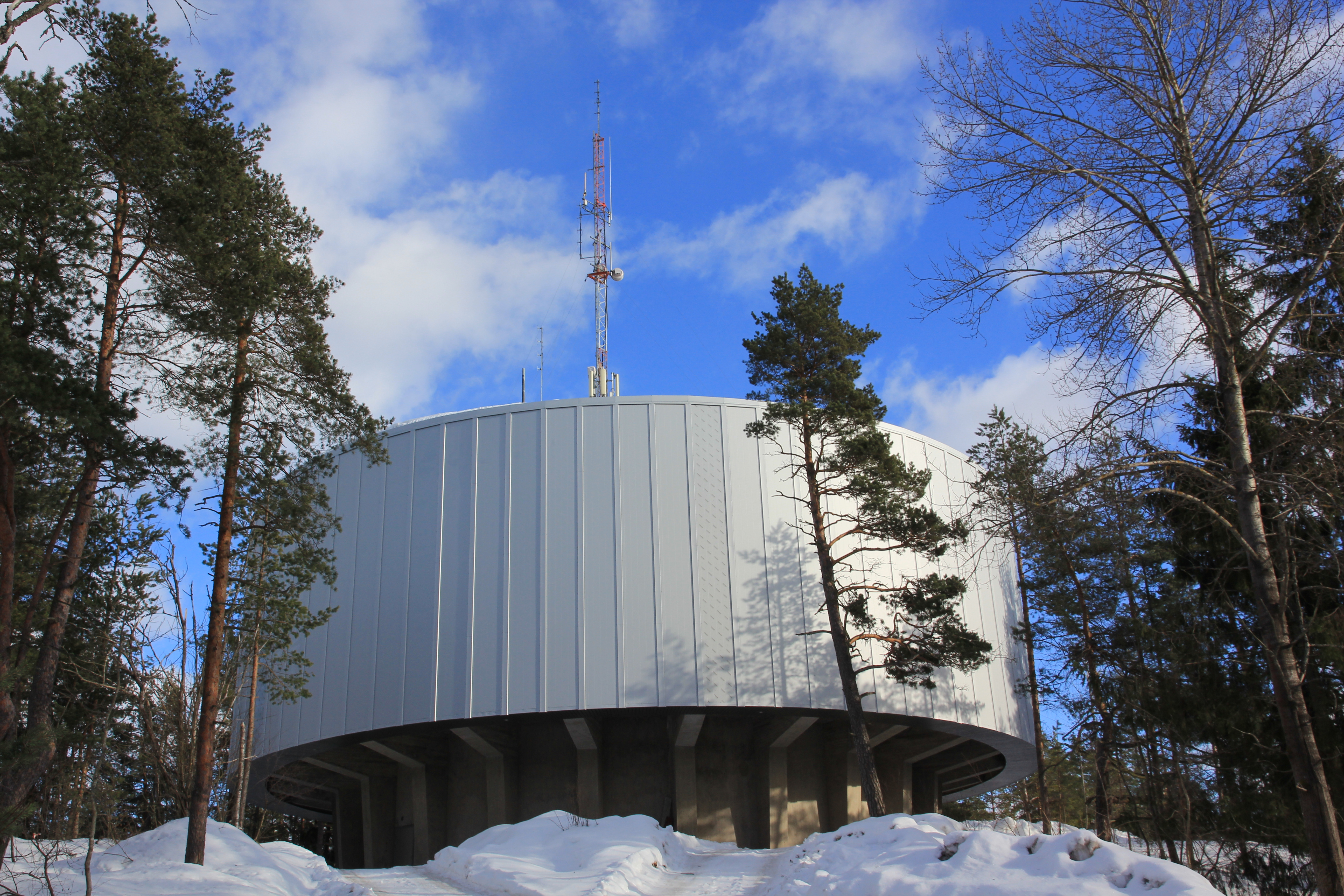
Château d'eau.
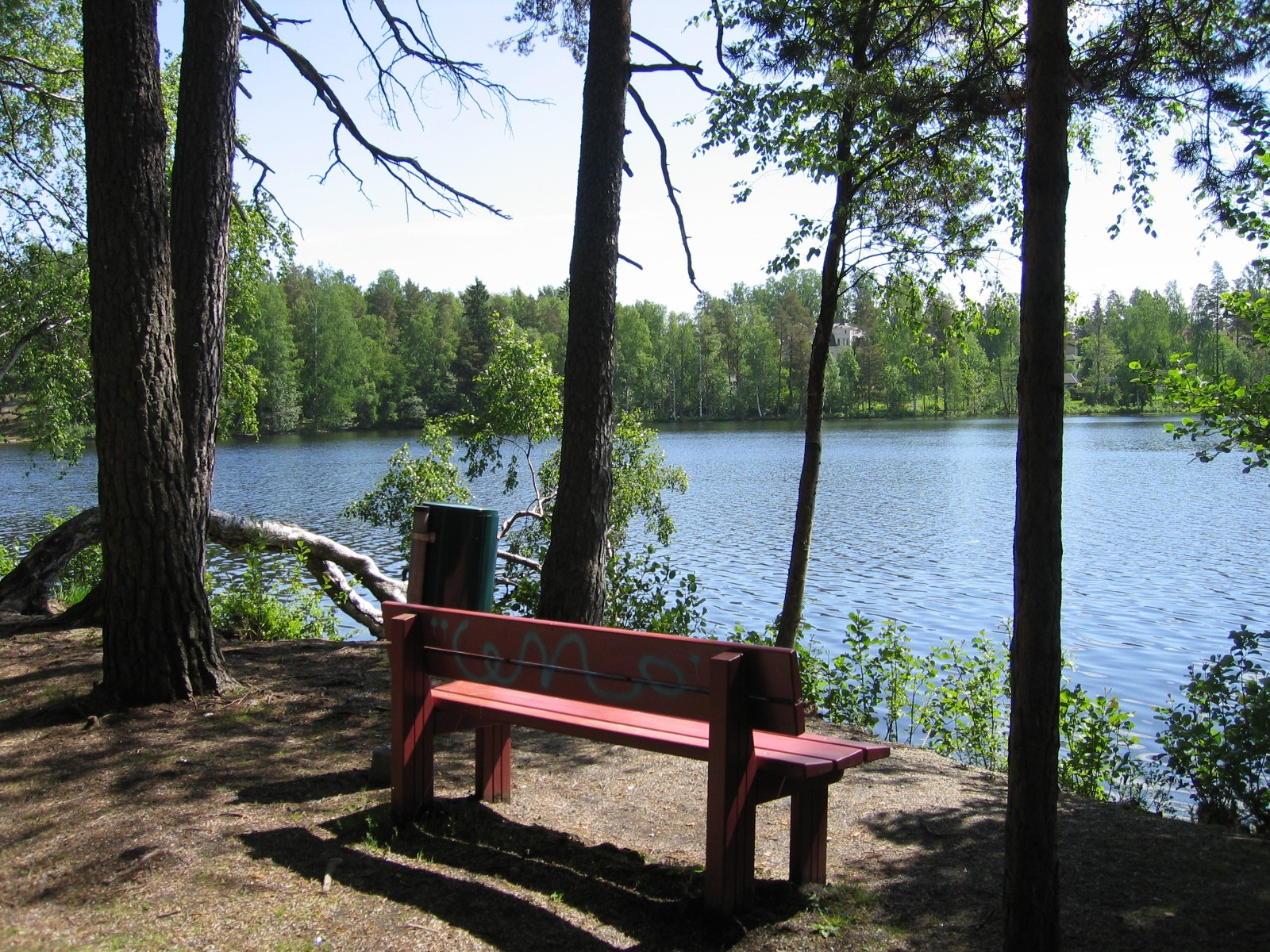
Lac Gallträsk.
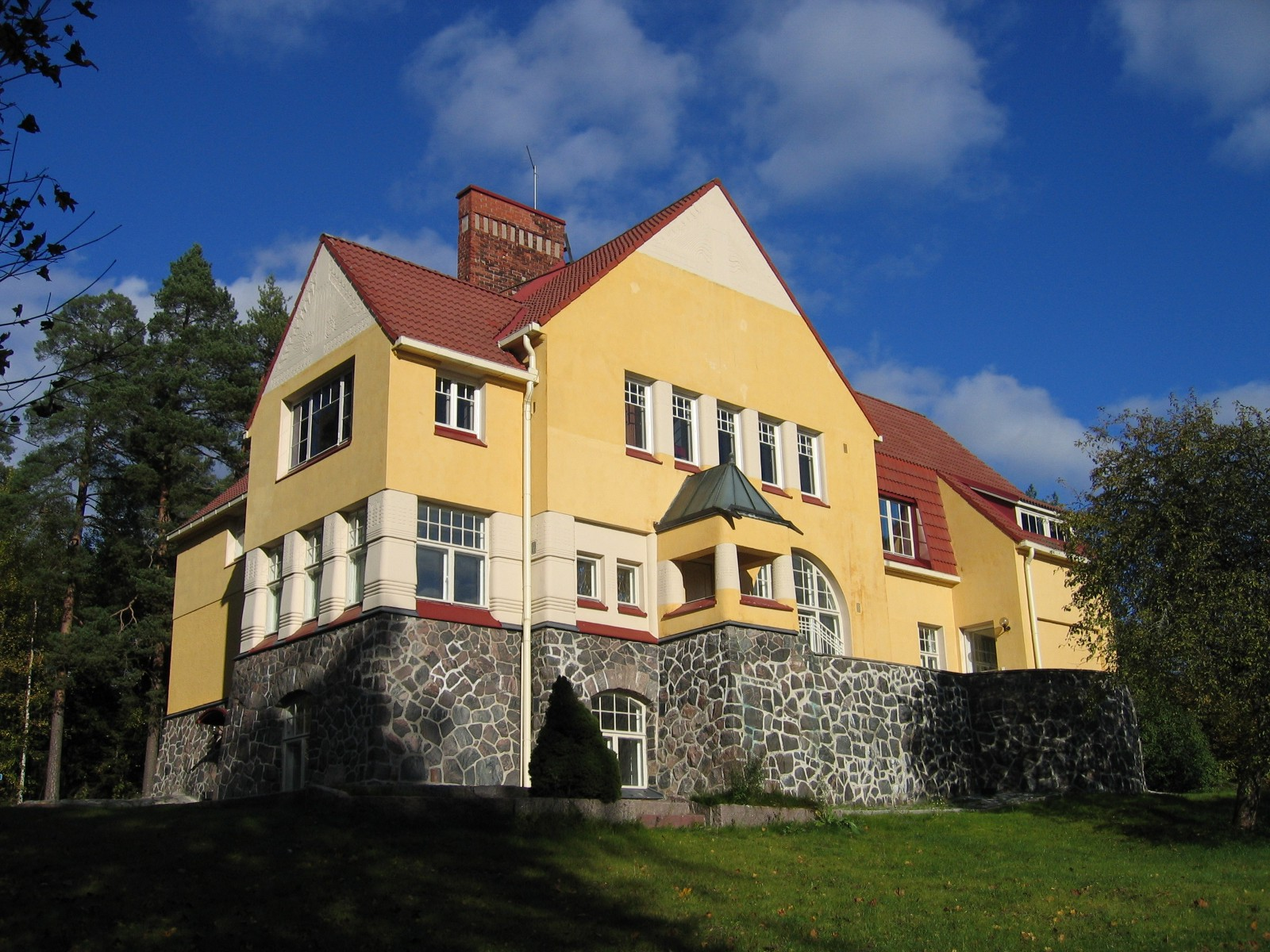
Centre culturel.